# Dafasi (köpinghuvudort i Kina, Hubei Sheng, lat 29,95, long 115,48)
Dafasi är en köpinghuvudort i Kina. Den ligger i provinsen Hubei, i den centrala delen av landet, omkring 130 kilometer sydost om provinshuvudstaden Wuhan. Antalet invånare är 47 311. Befolkningen består av 22 047 kvinnor och 25 264 män. Barn under 15 år utgör 23,0 %, vuxna 15-64 år 67 %, och äldre över 65 år 8,0 %.
Runt Dafasi är det tätbefolkat, med 297 invånare per kvadratkilometer. Närmaste större samhälle är Wuxue Shi, 7,1 km sydväst om Dafasi. Trakten runt Dafasi består till största delen av jordbruksmark.
Genomsnittlig årsnederbörd är 2 073 millimeter. Den regnigaste månaden är maj, med i genomsnitt 328 mm nederbörd, och den torraste är januari, med 59 mm nederbörd.